# Mirocin Górny

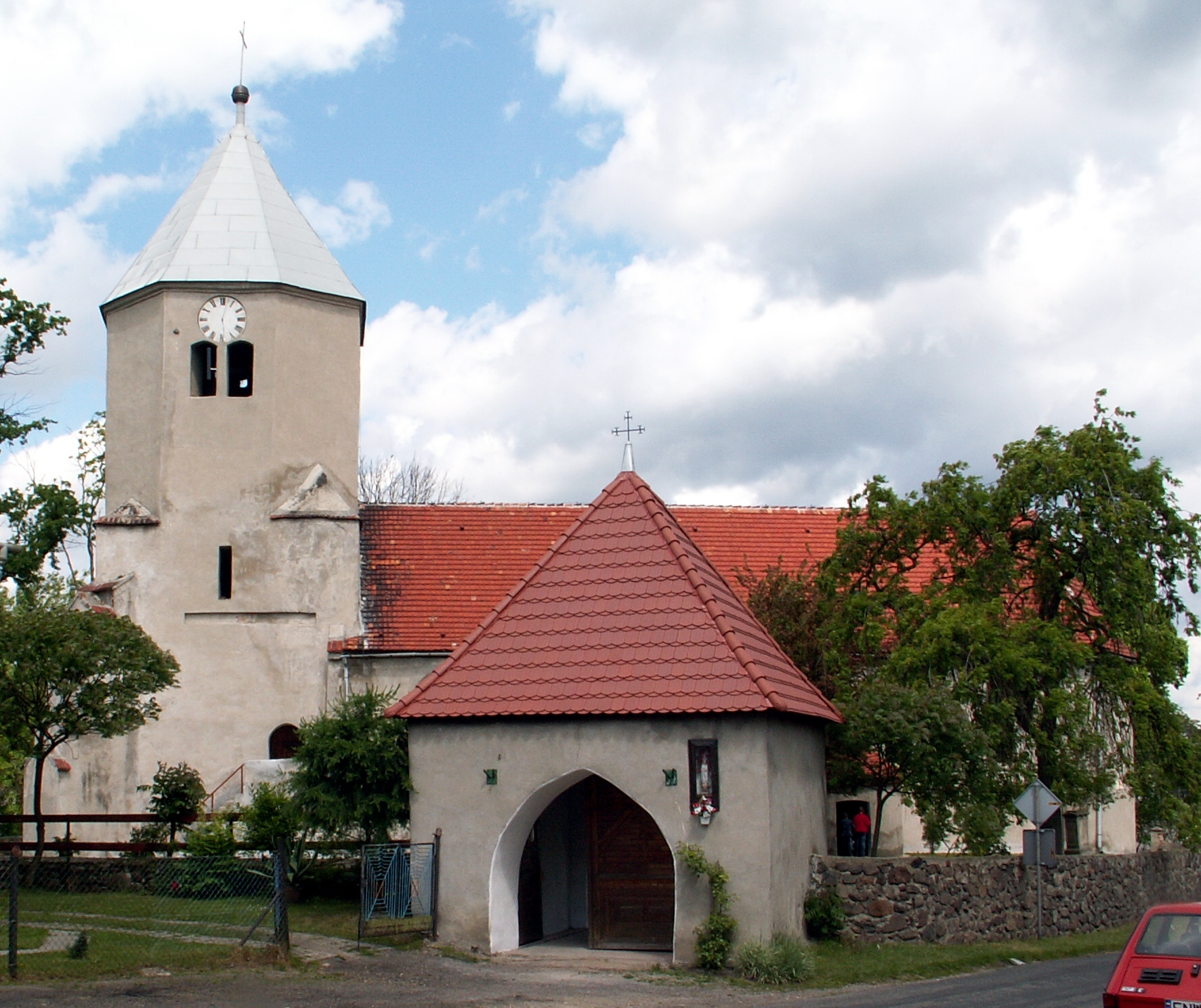
Kościół św. Jerzego w Mirocinie Górnym z XIV w.

Mirocin Górny (niem. Ober Herzogswaldau, dawniej Bolesławów Górny) – wieś w Polsce położona w województwie lubuskim, w powiecie nowosolskim, w gminie Kożuchów. 
Dawne nazwy miejscowości to między innymi Herzogwald (1305), Herczoiwalde (1321), Herczogenwalde (1417–1452), Herzigwalde Ober (1578). 
Na terenie wsi znajdują się dwa stanowiska archeologiczne wpisane do rejestru zabytków. W okolicach wsi znajduje się 5 cmentarzysk kurhanowych z epoki brązu. W okolicach wsi znajdują się pozostałości zasiedleń ludności należącej do kultury łużyckiej. 
Pierwsze wzmianki o tej części wsi Mirocin sięgają roku 1352 (proboszcz Nicolaus). W XIII wieku nastąpiła lokacja wsi. Miejscowość obejmowała okoliczne parafie i dopiero w 1522 roku odłączono od niej kościół w Mirocinie Dolnym. W XV wieku rozbudowano kościół i dodano do niego wieże (zachował się dzwon z 1489 roku). 
Kolejni właściciele miejscowości : Waltherius de Herzoginwalde (1321), Hantsche von Glaubitz (1417–1452), Hans Liedlau, Albrecht von Schlichting (1512), Ernest von Dyherrn i Nickel von Stosch (1535), Georg Gotthard von Dyherrn (1597), Carl von Schell, Juliusa Wilke (1937).
Po drugiej wojnie światowej w dawnych zabudowaniach folwarcznych utworzono państwowe gospodarstwo rolne działające aż do przełomu lat 80. i 90. XX wieku.
W latach 1975–1998 miejscowość administracyjnie należała do województwa zielonogórskiego.
Po drugiej wojnie światowej w miejscowości zorganizowano szkołę rolniczą i podstawową.
Układ przestrzenny wsi zachował się w swojej historycznej postaci, nie doświadczając mocnych zaburzeń.

## Demografia
Liczba mieszkańców miejscowości w poszczególnych latach:
| Rok  | Ilość mieszkańców |
| ---- | ----------------- |
| 1791 | 667               |
| 1830 | 671               |
| 1840 | 778               |
| 1844 | 805               |
| 1905 | 611               |
| 1912 | 652               |
| 1998 | 628               |
| 2002 | 627               |
| 2009 | 635               |
| 2011 | 642               |
| 2021 | 603               |

Od roku 1998 do 2021 liczba osób żyjących w Mirocinie Górnym zmniejszyła się o 4%.

## Zabytki
Do wojewódzkiego rejestru zabytków wpisane są:
- kościół parafialny pod wezwaniem św. Jerzego, z XIV wieku, XVI wieku

- zabytkowe ogrodzenie kościoła z bramą[21]
- cmentarz przykościelny założony w XVI wieku[22]
- szkoła, z połowy XIX wieku Osobny artykuł: Szkoła Podstawowa w Mirocinie Górnym.
- karczma, z połowy XIX wieku
- szpital, 1846
- park dworski o powierzchni 7 hektarów, z końca XIX wieku[23] Osobny artykuł: Park w Mirocinie Górnym.
- oficyna dworska (nr 88)
- domy nr 73, murowano-szachulcowy, nr 82, nr 83, z połowy XIX wieku.

inne zabytki:
- zabytkowy, poniemiecki cmentarz z drzewem cierniowym

- dwór Georga Gottarda von Dyherna z XVIII wieku